# Сварткранс

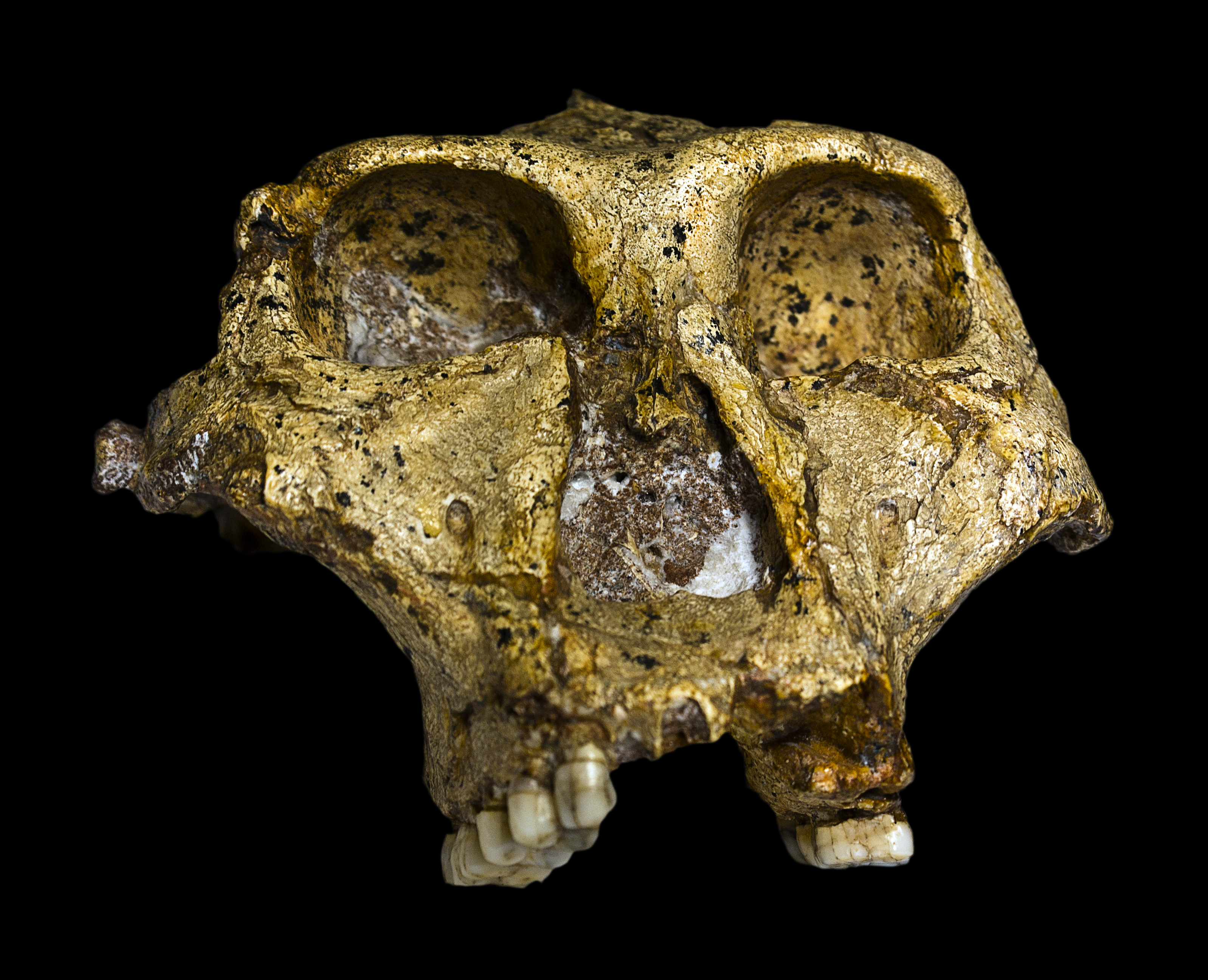
Paranthropus robustus (SK 48)

Сварткранс (Swartkrans) — местность в провинции Гаутенг на севере ЮАР, известная находками гоминид. Находится юго-западнее Претории, в 10 км северо-северо-западнее Крюгерсдорпа (Krugersdorp) и в 32 км от Йоханнесбурга, недалеко от Стеркфонтейна.
Р. Брум и Дж. Робинсон открыли в 1948 году костные остатки парантропа (массивного австралопитека), а в 1949 году — кости примитивного человека телантропа в слое Member 2 возрастом 1,4 млн лет. Позже телантроп был квалифицирован как Homo habilis, затем — как Homo erectus. Является паратипом вида Homo gautengensis.
Слой Member 1, содержащий самые ранние каменные орудия олдованской культуры и окаменелости Paranthropus robustus в Южной Африке, методом изохронного датирования, основанном на анализе космогенных 26 Al и 10 Be, датируется возрастом 2,22 ± 0,9 млн лет. При этом каменные орудия из Сварткранса изготовлены по примитивной технологии из случайно подобранного неподалеку от пещеры сырья, что заметно контрастирует с более продвинутыми находками в соседней пещере Стеркфонтейн.
Челюсти вида Telanthropus capensis схожи с видом Homo naledi, а зубы — с австралопитеком седиба. В 2005 году челюсть телантропа SK 15 предложили квалифицировать как вид парантроп капский (Paranthropus capensis).
На левой пятой плюсневой кости SK 7923 с помощью микрофокусной рентгеновской компьютерной томографии обнаружили остеосаркому.
В горизонте III, включающем 5 м отложений возрастом 1,0—1,5 млн л. н., было раскопано несколько рубил, другие каменные орудия, следы резания этими орудиями на костях, костяные орудия и куски обожжённой глины, подвергшейся воздействию огня при температуре от 200 до 500 °С, что свидетельствует о контролируемом использовании огня людьми.
Сварткранс является частью Колыбели человечества — объекта Всемирного наследия.